# Conte di Lucan

Stemma.

Conte di Lucan è un titolo nel Parìa d'Irlanda, che è stato posseduto da due famiglie irlandesi. L'attuale detentore è George Bingham, VIII conte di Lucan, dopo 2016.
I titoli connessi alla contea sono: barone di Lucan, nella Contea di Mayo (creato 1776), e barone di Bingham, nella contea di Dorset (1934). Il primo è nel Parìa d'Irlanda, il secondo nel pari del Regno Unito, e ha pertanto consentito ai conti di Lucan di sedersi nella Camera dei lord. 
Nel 1691, Patrick Sarsfield, che era stato uno degli alti comandanti di Giacomo II che combatté durante la Gloriosa Rivoluzione, è stato nominato conte di Lucan. Suo figlio morì senza eredi nel 1719 e il titolo si estinse.
Il pronipote di Patrick Sarsfield, Charles Bingham, venne nuovamente nominato, nel 1795, conte di Lucan.
Il titolo divenne famoso quando George Bingham, III conte di Lucan, comandante di cavalleria nella guerra di Crimea, è stato uno degli uomini coinvolti nella sfortunata carica della brigata leggera.
La sua notorietà è stata rinnovata dopo la scomparsa, nel 1974, del settimo conte. Non ci sono stati avvistamenti confermati di Lord Lucan dalla sua scomparsa, ed è stato dichiarato legalmente morto nell'ottobre 1999.
Finalmente, nel 2016, l'Alta Corte d'Inghilterra ha emanato il certificato di morte del settimo conte, e a suo figlio ed erede, George Bingham, fu permesso di utilizzare il titolo di ottavo conte di Lucan.

## Conti di Lucan (1691)
- Patrick Sarsfield, I conte di Lucan (1660-1693)
- James Sarsfield, II conte di Lucan (1693-1718)

## Baronetti di Bingham (1634)
- Sir Henry Bingham, I Baronetto (1573-1658)
- Sir George Bingham, II Baronetto (1625-1682)
- Sir Henry Bingham, III Baronetto (?-1714)
- Sir George Bingham, IV Baronetto (?-1730)
- Sir John Bingham, V Baronetto (1696-1749)
- Sir John Bingham, VI Baronetto (1730-10 ottobre 1750)
- Sir Charles Bingham, VII baronetto (1735-1799) (creato barone Lucan nel 1776, e conte di Lucan nel 1795)

## Conti di Lucan (1795)
- Charles Bingham, I conte di Lucan (1735-1799)
- Richard Bingham, II conte di Lucan (1764-1839)
- George Bingham, III conte di Lucan (1800-1888)
- Charles Bingham, IV conte di Lucan (1830-1914)
- George Bingham, V conte di Lucan (1860-1949)
- George Bingham, VI conte di Lucan (1898-1964)
- Richard Bingham, VII conte di Lucan (1934-1974; dichiarato morto nel 2016)
- George Bingham, VIII conte di Lucan (1967-)

L'erede presuntivo è il cugino del settimo conte, Nicholas Bingham (n. 1943) perché il conte attuale è senza figli o fratelli.